# Joachim Heinrich Voß
Joachim Heinrich Voß (* 10. März 1764 in Dassow, Mecklenburg-Schwerin; † 8. Oktober 1843 in Potsdam) war ein Königlicher Hofgärtner im Küchengarten, dem sogenannten Marlygarten, in der Potsdamer Parkanlage Sanssouci und Schwiegervater des Gartendirektors Peter Joseph Lenné.

## Leben und Wirken
Joachim Heinrich Voß wurde in Dassow als Sohn eines Handelsgärtners geboren. Der Vater, der ihn zur späteren Übernahme des elterlichen Betriebs vorsah, schickte ihn zu einem Lübecker Kaufmann in die Lehre. Die kaufmännische Ausbildung brach Voß jedoch schon nach wenigen Monaten ab und begann 1782 eine dreijährige Gärtnerlehre bei dem herzoglich-oldenburgischen Hofgärtner Schrein im Garten des Eutiner Schlosses.
Nach der Lehrzeit ging Voß an den preußischen Hof nach Potsdam und erhielt 1785 eine Anstellung im Lustgarten, den Hofgärtner Joachim Ludwig Heydert betreute. Dort arbeitete er als Gehilfe unter Heyderts Neffen und Adjunkt Conrad Pleymer (auch Pleymert, Pluymer) (1747–1817). Im selben Jahr kaufte Friedrich II. ein Grundstück südlich der Allee zum Grünen Gitter, um eine Ananastreiberei einrichten zu lassen. Da Heydert in seiner Privatgärtnerei am Nauener Tor so appetitliche Ananas kultivierte, berief der König dessen Mitarbeiter Pleymer 1786 als Hofgärtner in das Ananasrevier. Dorthin folgte ihm Voß im selben Jahr als Obergehilfe.
1792 wechselte er auf Anordnung Friedrich Wilhelms II. auf das Vorwerk Caputh, wo er auf einem Teil des Areals eine Obstbaumschule betrieb. Als der Hofgärtner des Küchengartens in Sanssouci Carl Sello 1796 starb, wurde Voß in dessen Amt berufen. Außerdem kam nach dem Tod des Hofgärtners Johann Carl Jacobi (1770–1831) 1831 auch noch die Ananastreiberei unter seine Verwaltung. Beide Reviere, in denen er bis zu seinem Lebensende tätig war, übernahm 1843 der Hofgärtner des Melonerie-Reviers Eduard I. Nietner. Als er am 1. Mai 1835 sein 50-jähriges Dienstjubiläum beging, ehrte ihn Friedrich Wilhelm III. für seine Verdienste mit dem Roten Adlerorden 4. Klasse.

## Vereinstätigkeit
Joachim Heinrich Voß war Mitglied in der 1791 in Potsdam von Pfarrer Christian Friedrich Germershausen (1725–1810) und Garteninspektor, später Gartendirektor Johann Gottlob Schulze gegründeten „Märkisch Ökonomischen Gesellschaft“. Die Gesellschaft beschäftigte sich […] mit allen den Gegenständen, die zur Aufnahme und Beförderung der einheimisch-ländlichen und städtischen Nahrungsgeschäfte dien[t]en […]. Im Mitgliederverzeichnis wurde Voß 1824 erstmals aufgeführt. Er war im Vorstand tätig und publizierte Aufsätze über seine Erfahrungen beim Anbau verschiedener Nutzpflanzen in den Vereinszeitschriften „Monatsblatt der Kgl. Preußischen märkischen ökonomischen Gesellschaft zu Potsdam“.

Außerdem trat er dem 1822 unter anderem von Peter Joseph Lenné und Ferdinand Fintelmann gegründeten ersten reinen Gartenverein in Deutschland bei, dem „Verein zur Beförderung des Gartenbaues in den königlich preußischen Staaten“, kurz „Berliner Gartenbauverein“. Deren Mitglieder ernannten Voß 1823 zum Vorsteher des Ausschusses für Gemüsebau. Zweck des Vereins war es die Belange des Gartenbaues auf hohem Niveau zu fördern. Dazu dienten unter anderem die jährlichen Ausstellungen mit gärtnerischen Produkten aller Art und die Veröffentlichung von Erfahrungsberichten in den ab 1824  erschienenen Zeitschriften „Verhandlungen des Vereins zur Beförderung des Gartenbaues in den königlich preußischen Staaten“, in denen auch Joachim Heinrich Voß mit Aufsätzen publizierte. Von den […] erwähnten und zu den Jahresausstellungen beigesteuerten Früchten sind die heute fast unvorstellbaren 26 Erbsensorten (1825), 25 verschiedenen Kürbisvarietäten (1829) und 13 Erdbeersorten (1831) ein beredtes Zeugnis für gärtnerische Sachkunde und forscherisches Interesse von Voß. 1829 erhielt er einen Preis von 25 Friedrichsd’or für die gelungenste Abhandlung über die Anzucht der Ananasfrüchte. In einem 1836 vor Mitgliedern des „Berliner Gartenbauvereins“ gehaltenen Vortrag lobte der Abgeordnete des Vereins, der Prediger Carl Helm, Voß’ erfolgreiche Treibarbeiten. 

„Bei Herrn Hofgärtner Voß waren […] außer mehreren blühenden und reifenden Obstbäumen vorzüglich noch die üppige Vegetation der Ananas-Pflanzen merkwürdig, welche von Monat zu Monat ihre reifen großen und vielbeerigen Früchte abliefern auch darf ich nicht unerwähnt lassen, die mit vielen Hundert Töpfen angefüllten Häuser mit den herrlischsten Scharlach-Erdbeeren, wovon täglich für die Königl. Tafel gepflückt wird.“

## Publikationen
Aufsätze in der Zeitschrift „Monatsblatt der Königl. preußischen märkischen ökonomischen Gesellschaft zu Potsdam“:
- Nachrichten über den Erdapfel, Unterartischocke, Topinambur, Helianthus tuberosus L. 3, 1824
- Steinklee als Futterkraut. 3, 1824
- Ueber den Anbau von Weberkarten, Dipsacus fullonum. 6, 1827
- Kartoffelbau aus Samen. 6, 1827
- Anbau des ungerischen  Muhars [auch Mohar, Panicum germanicum; deutsche Hirse]. 8, 1828
- Ueber Hafer-Anbau. 8, 1828
- Ueber den weißen türkischen Weizen. 9, 1830

Aufsätze in der Zeitschrift „Verhandlungen des Vereins zur Beförderung des Gartenbaues in den königlich preußischen Staaten“:
- Ueber den Anbau und die Benutzung des See-, Meer- oder Strandkohls, Crambe maritima L. 1, 1824 (Aufsatz vom Hofgärtner in Bellevue Heinrich August Brasch (1781–1842) in Zusammenarbeit mit Joachim Heinrich Voß)
- Bemerkungen über angestellte Versuche mit salzsaurem Kalk. Ueber verschiedene Arten Düngung. 2, 1826
- Fortsetzung der Versuche über Düngung mit salzsaurem Kalke oder Poudrette. 3, 1827
- Versuche über die Keimkraft der Samen von Melonen und Gurken. 4, 1828
- Ueber den Anbau verschiedener noch wenig bekannter feiner Gemüsearten. 5, 1829
- Ueber den weißen türkischen Weizen, ein vergleichender Kulturversuch. 6, 1830
- Ueber Pflaumentreiberei. 6, 1830
- Ueber die Kultur des Meerrettigs. 7, 1831
- Ueber Bastadirung des türkischen Weizens. 8, 1832
- Ueber Champignons-Treiberei. 10, 1834

## Familie
Joachim Heinrich Voß war mit Friederike Katharina Charlotte, geborene Huth (1755–1836) verheiratet. Aus der Ehe gingen vier Kinder hervor. Seine älteste Tochter Friederica Louisa Carolina Henriette (1798–1855), Rufname Friederike, heiratete am 3. Januar 1820 den späteren Gartendirektor Peter Joseph Lenné.
Nach seinem Tod 1843 fand er, wie schon zuvor seine Ehefrau, auf dem Bornstedter Friedhof die letzte Ruhe.